# جان فيليب بيغيرو
جان فيليب بيغيرو (بالفرنسية: Jean-Philippe Peguero)‏ (مواليد 29 سبتمبر 1981 في بورت دي بايكس) لاعب كرة قدم هايتي دولي معتزل كان يجيد اللعب في خط الهجوم .

## روابط خارجية
- جان فيليب بيغيرو على موقع الدوري الأمريكي (الإنجليزية)
- جان فيليب بيغيرو على موقع قاعدة بيانات كرة القدم.إي يو (الإنجليزية)
- جان فيليب بيغيرو على موقع ناشيونال فوتبول تيمز (الإنجليزية)
- جان فيليب بيغيرو على موقع Soccerway.com (الإنجليزية)
- جان فيليب بيغيرو على موقع عالم كرة القدم.نت (الإنجليزية)